# Cian (Name)
Cian [ciːən] ist ein irischer männlicher Vorname mit der Bedeutung „lang, andauernd“, der vermutlich auf die irische Sagenfigur Cian zurückgeht. Von seiner Verkleinerungsform Cianán ist die anglisierte Namensform Keenan abgeleitet. Eine anglisierte Form des Namens ist Kian.

## Namensträger
- Cian Healy (* 1987), irischer Rugby-Union-Spieler
- Cian O’Connor (* 1979), irischer Springreiter
- Cian Ducrot (* 1997), irischer Singer-Songwriter